# Prix Sérgio Vieira de Mello
Le présent article concerne le prix créé en Pologne en 2003. La Fondation Sergio Vieira de Mello a créé en 2011 son propre prix Sergio Vieira de Mello Award
Le Prix Sérgio Vieira de Mello du nom de l'ancien secrétaire général adjoint des Nations unies, Haut Commissaire aux droits de l'homme, a été créé en 2003 en Pologne à l'initiative de l'ONG cracovienne Association Villa Decius, en accord avec la mère de celui-ci Gilda Vieira de Mello.
Il est accordé chaque année à des personnalités et à des organisations non gouvernementales pour leurs efforts pour une coexistence pacifique et la coopération entre les communautés, les religions et les cultures.
Les lauréats dans deux catégories - personnalités et organisations non gouvernementales - sont choisis par un jury composé de représentants du Président de la République de Pologne, de l'ambassadeur du Brésil, de l'ambassadeur de Suède, du Haut Commissariat pour les réfugiés, des ambassades et consulats partenaires de l'Association Villa Decius dans le domaine des droits de l'homme, l'Institut de la mémoire nationale (IPN), le Médiateur de la République de Pologne, les donateurs, le président de la Fondation Znak, ainsi que le président et le directeur de l'association Villa Decius .

## Les lauréats
- 2004 – Tadeusz Mazowiecki, Association "Jeden Świat" (section polonaise du Service civil international SCI)[3].
- 2005 – père Marian Żelazek (1918-2006), Fondation Krzyżowa/Kreisau pour l'entente européenne[4]
- 2006 – Alexandre Milinkevitch (Biélorussie), Festival de culture juive (Cracovie)[5]
- 2007 – Maryna Hulia, Association Magurycz [6]
- 2008 – Krystyna Pryjomko-Serafin, Fondation d'Helsinki pour les droits de l'homme, Shevah Weiss, Michał Żejmis[7]
- 2009 – Fatos Lubonja (Albanie)[8], Leopold Unger, Mission des Nations unies pour l'Irak[9]
- 2010 – Nagy El-Khoury et Mohammad al-Nokkari (Liban)[10], Association Mémorial (Russie), Andrzej Przewoźnik[11],[12]
- 2011 – Prix spécial : Bernard Kouchner (France)[13], autres prix : Hassan Omar Hassan (commission nationale des droits de l'homme du Kenya), Centrum Pomocy Prawnej im. Haliny Nieć (Centre d'aide juridique Haliny Nieć)